# Лагерр, Эдмон Никола
Эдмо́н Никола́ Лаге́рр (фр. Edmond Nicolas Laguerre; 9 апреля 1834, Бар-ле-Дюк (Франция) — 14 августа 1886, Бар-ле-Дюк) — французский математик, член Парижской академии наук (1885). Труды по геометрии, комплексному анализу. Исследовал осевую геометрию окружностей (геометрию Лагерра) и ортогональные многочлены (см. многочлены Лагерра).

## Награды
- Премия Понселе (1877).